# National Heritage List for England
Il National Heritage List for England (NHLE) è il database ufficiale dei beni del patrimonio protetto dell'Inghilterra. Comprende i dettagli di tutti gli edifici classificati inglesi, i monumenti programmati, il registro dei parchi e giardini storici, i relitti protetti e i campi di battaglia registrati. È gestito da Historic England, un ente governativo, e riunisce queste diverse designazioni come un'unica risorsa anche se variano nel tipo di protezione legale offerta a ciascuna. Sebbene non siano designati dall'Historic England, i siti del Patrimonio dell'umanità compaiono anche sull'NHLE; le aree di conservazione non compaiono nell'NHLE poiché sono designate dall'autorità di pianificazione locale dell'OT competente.
L'approvazione della legge sulla protezione dei monumenti antichi del 1882 stabilì la prima parte di ciò che l'elenco è oggi, ovvero un elenco di 50 monumenti preistorici che erano protetti dallo stato. Ulteriori modifiche a questa legge hanno aumentato i livelli di protezione e aggiunto altri monumenti all'elenco. A partire dal 1948, le leggi urbanistiche hanno creato i primi edifici elencati e il processo per aggiungervi altre proprietà. Al 2018 più di 600.000 proprietà sono elencate singolarmente. Ogni anno vengono aggiunti ulteriori immobili al Registro Nazionale nell'ambito dei diversi registri costituenti che fanno parte dell'elenco.
La National Heritage List per l'Inghilterra è stata lanciata nel 2011 come l'elenco legale di tutti i luoghi storici designati, inclusi i monumenti classificati e i monumenti programmati.
L'elenco è gestito da Historic England (precedentemente parte di English Heritage) ed è disponibile come database online con oltre 400.000 edifici elencati, parchi registrati, giardini e campi di battaglia, relitti protetti e monumenti programmati. Un numero di riferimento NHLE univoco viene spesso utilizzato per fare riferimento alla relativa voce del database; ad esempio, 1285296 si riferisce a Douglas House, un edificio di interesse storico culturale di II grado nel quartiere londinese di Richmond upon Thames.